# Това Ободритская
Това Ободритская (также Тофа или Тора; норв. Tove) — славянская княжна и королева Дании и Норвегии эпохи викингов; жена Харальда I Синезубого.
Това была дочерью князя Мстивоя Ободритского. Она вышла замуж за короля Харальда в 970 году. Неизвестно, была ли она матерью кого-то из детей её супруга. Това воздвигла Сундер-Виссинг-Рунический камень в память о своей матери.